# Герб Коряцького автономного округу

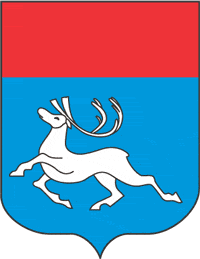
Герб Коряцького округу

Герб Коряцького автономного округу був офіційним символом Коряцького автономного округу та після об'єднання з Камчатською областю одним зі символів Камчатського краю до затвердження нового герба 17 лютого 2010.

## Опис
Герб Коряцького округу являє собою блакитний щит, в нім білий олень, що біжить (управо геральдично), вгорі — червона смуга не ширше 1/3 щита без зображень; геральдичний опис: «У блакитному щиті під включеним червленим розділом срібний північний олень, що біжить».